# NGC 2655
NGC 2655 é uma galáxia espiral localizada a cerca de setenta e um milhões de anos-luz (aproximadamente 21,76 megaparsecs) de distância na direção da constelação da Girafa. Possui uma magnitude aparente de 10,1, uma declinação de +78º 13' 24" e uma ascensão reta de 08 horas, 55 minutos e 38,4 segundos.